# کولومبو
کولومبو (به لاتین: Kolumbo) یک کوه در یونان است که در دریای اژه واقع شده‌است.